# Кристјан Аслани
Кристјан Аслани (алб. Kristjan Asllani; Елбасан, 9. март 2002) је албански фудбалер који тренутно наступа за Интер. Игра на позицији везног играча.

## Успеси
Интер
- Серија А (1) : 2023/24.
- Куп Италије (1) : 2022/23.[6]
- Суперкуп Италије (2) : 2022,[7] 2023.[8]
- Лига шампиона: (финале: 2022/23)[9]